# Aleuropteryx mestrei
Aleuropteryx mestrei är en insektsart som beskrevs av Monserrat 1997. Aleuropteryx mestrei ingår i släktet Aleuropteryx och familjen vaxsländor. Inga underarter finns listade i Catalogue of Life.